# Linaldo Guedes
Linaldo Guedes de Aquino (nascido em Cajazeiras, Paraíba, em 16 de junho de 1968) é um escritor, jornalista, editor e professor brasileiro. É poeta, tendo publicado seu primeiro livro Os zumbis também escutam blues e outros poemas em 1998.
Morou em João Pessoa entre 1979 e 2017, quando retornou a Cajazeiras. Como jornalista, atuou nos principais órgãos de comunicação da Paraíba e foi editor do suplemento literário Correio das Artes por seis anos.
Como editor, criou em 2018, em parceria com o poeta e jornalista Lenilson Oliveira, a Arribaçã Editora, sediada em Cajazeiras, que no início de 2022 já tinha mais de 50 títulos publicados de autores e autoras das mais diversas partes do país, em todos os gêneros literários.
Como poeta , lançou diversos livros na área de poesia , ensaios e trabalhos acadêmicos. É membro da Academia Cajazeirense de Artes Letras (ACAL), onde ocupa a cadeira 33, cujo patrono é Dom Moisés Coelho. Entre 1990 e 1993 integrou o Poecodebar, grupo que fazia poesias coletivas e divulgava nos bares e circuitos alternativos de João Pessoa, com os poetas Wilton Júnior, Fábio Albuquerque e Alexandre Palitot.
Possui licenciatura em Português pela Universidade Vale do Acaraú (CE), campus de João Pessoa, e mestrado em Ciências da Religião, com pesquisa sobre Augusto dos Anjos e o Budismo, na Universidade Federal da Paraíba.